# Загравенко Анатолій Романович
Анатолій Романович Загравенко (Куйбіда)— поет, прозаїк, драматург, член Національної спілки письменників України, лауреат обласної премії ім. Ю. Яновського,  Всеукраїнського конкурсу «ЗМІ – громадянському суспільству», за що був відзначений Грамотою фондів «Євразія» та «Відродження», а також навчальною поїздкою до Канади, лауреат обласної літературної премії  ім. Є.Маланюка за 2013 рік.

## Життя і творчість
Народився 7 квітня 1938 року в смт. Новоархангельську на Кіровоградщині. Закінчив Літературний інститут ім. О. М. Горького в м. Москві та Київську Вищу партійну школу. Друкуватися почав у 1967 році у львівській молодіжній газеті та журналі «Жовтень». Згодом його поезії з'явилися друком у колективних збірниках «Там, де Ятрань…» (м. Кіровоград), «Кроки» (м. Дніпропетровськ), «Вітрила» (Київ).
Першу поетичну збірку видав у видавництві «Промінь» (м. Дніпропетровськ) у 1990 році. Наступні видання: «Спадок» (1997), «Дике поле» (1998), «Меди полинові» (1999), «Доля» (2000), «Сповідь» (2001), «Часослов» (2002), «Щастя» (2003), «Майдан» (2004), «Пошук» (2006), «Поеми» (2010), «Твори в двох томах» (2012), Вкраїна зачекалася на Вас..."(м. Кіровоград: ПВЦ "Мавік" 2013 р.). 
Помер 10 листопада 2018 року м.Знам'янка Кіровоградської обл..
19 березня  2019 року, за поданням фракції ВО «Свобода» у Знам’янській міській раді VII скликання, враховуючи вагому та суспільну значимість для міста, як журналіста й багаторічного редактора міської газети, поета, прозаїка, драматурга, члена Національних спілок журналістів та письменників України, переможця загальноукраїнського конкурсу «ЗМІ - громадянському суспільству», лауреата обласної премії ім. Ю.Яновського, лауреата обласної літературної премії імені Євгена Маланюка 2013 року Загравенка Анатолія Романовича, керуючись ст.ст.25, 26 Закону України «Про місцеве самоврядування в Україні», Знам'янська  міська рада вирішила присвоїти звання «Почесний громадянин міста Знам’янка» Загравенку Анатолію Романовичу посмертно (рішення №1875).